# 草本威灵仙
草本威灵仙（学名：Veronicastrum sibiricum）为玄参科腹水草属的一种。

## 外部連結
- 輪葉婆婆納 Lunyepopona （页面存档备份，存于） 藥用植物圖像數據庫 (香港浸會大學中醫藥學院) （中文）（英文）

## 扩展阅读
- 維基物種上的相關：草本威灵仙